# Saint-Jacques-sur-Darnétal
Saint-Jacques-sur-Darnétal é uma comuna francesa na região administrativa da Normandia, no departamento de Sena Marítimo. Estende-se por uma área de 16,72 km². Em 2010 a comuna tinha 3 004 habitantes (densidade: 179,7 hab./km²).